# HD 219134 b
HD 219134 b è un pianeta extrasolare orbitante intorno alla stella HD 219134 a circa 21 anni luce dal Sole, nella costellazione di Cassiopea. Il pianeta, una super terra orbitante intorno al proprio astro in circa 3 giorni, non presenterebbe un nucleo ferroso ma è sarebbe ricco di calcio e alluminio.

## Scoperta
L'esopianeta fu inizialmente rilevato dallo strumento HARPS-N del Telescopio Nazionale Galileo tramite il metodo della velocità radiale e successivamente osservato transitare davanti alla sua stella dal telescopio spaziale Spitzer.

## Caratteristiche
L'esopianeta ha una massa di circa 4,7 volte quella della Terra e orbita intorno alla stella ospite ogni tre giorni. Utilizzando sia il metodo della velocità radiale che quello del transito, sia la sua massa che il raggio sono ben conosciuti. Il raggio di HD 219134 b è di 1,6 R⊕, che interpolato con la massa da come risultato una densità di circa 6,4 g/cm³, con una gravità di superficie 1,85 volte quella terrestre, il che confermerebbe che il pianeta è una super Terra con superficie rocciosa. Nonostante la composizione simile a quella della Terra, la temperatura di equilibrio del pianeta è di circa 1.015 K (742 °C), decisamente troppo elevata perché possa esistere acqua allo stato liquido sulla sua superficie. 

### Atmosfera
Nel 2017 è stato suggerito che il pianeta è probabilmente dotato di un'atmosfera. Si pensa che HD 219134 b abbia un'atmosfera secondaria che può raggiungere un'altezza di circa 0,18 R⊕ (~ 1,150 km), sotto dell'altezza prevista per l'atmosfera primaria di idrogeno primordiale che raggiunge un'altezza di 0,28 R⊕. Nonostante non sia possibile determinare con precisione la composizione dei materiali volatili dell'atmosfera, gli scienziati suggeriscono che l'atmosfera secondaria sia prodotta da processi come l'attività vulcanica e l'evaporazione degli elementi volatili. Si ritiene comunque che l'atmosfera primaria gassosa sia molto sottile, molto più di quelle di Urano e Nettuno.

### Tipicità
HD 219134 b è stato oggetto di uno studio che, comprendendo anche 55 Cancri e  e WASP-47, ipotizza una nuova classe di pianeti nell'ambito degli esopianeti rocciosi, aventi densità inferiore dal 10 al 20%  rispetto ad una composizione tipica terrestre. Tali super-terre, formatisi vicino alle loro stelle, non avrebbero nucleo e quindi campo magnetico e sarebbero ricche di minerali di Ca e Al, i primi minerali che condenserebbero a seguito del solidificare di una nube protoplanetaria.